# Marshalls Falls
Die Marshalls Falls sind ein Wasserfall südwestlich von Tauranga in der Region Bay of Plenty auf der Nordinsel Neuseelands. Er liegt im Lauf eines namenlosen Bachs, der in den Lake McLaren mündet. Seine Fallhöhe beträgt etwa 10 Meter. Nicht weit von ihm entfernt befinden sich die McLaren Falls.
18 Kilometer südlich von Tauranga zweigt vom New Zealand State Highway 29 die McLaren Falls Road nach Südosten ab. Nach weiteren 1,2 Kilometern quert die Straße den Mangakarengorengo River mit den McLaren Falls und leitet auf einen Besucherparkplatz. Von hier aus führt ein zehnminütiger Wanderweg in südlicher Richtung zu den Marshalls Falls.